# Orłowka (rejon sudżański)
Orłowka (ros. Орловка) – wieś (ros. деревня, trb. dieriewnia) w zachodniej Rosji, w sielsowiecie pogriebskim rejonu sudżańskiego w obwodzie kurskim.

## Geografia
Miejscowość położona jest nad rzeką Małaja Łoknia, 17 km od granicy z Ukrainą, 1 km od centrum administracyjnego sielsowietu pogriebskiego (Pogriebki), 20 km od centrum administracyjnego rejonu (Sudża), 78,5 km od Kurska.

## Demografia
W 2010 r. miejscowość zamieszkiwało 36 osób.